# Química a Catalunya
La química és la ciència que estudia l'estructura, les propietats, la composició i la transformació dels materials. És una de les ciències bàsiques, ja que nombrosos camps de coneixement com ara la geologia o la medicina es basen en aquesta per tal de desenvolupar els seus continguts.

## Història

### Abans delseglexviii
La química sempre ha estat present a la història de la humanitat. Els nostres primers avantpassats ja la utilitzaven per transformar el fang en ceràmica, o quan pintaven superfícies amb tintes naturals, o bé per conservar el menjar amb sal. Els filòsofs grecs la veien amb reticències pel seu caràcter pràctic molt llunyà del pensament "pur". No va ser fins al renaixement i concretament amb Robert Boyle, qui es va emportar el reconeixement del nom de la química i va descobrir el mètode experimental per adquirir nous coneixements, practicant la inducció mental per interpretar la realitat observada. La química doncs, buscava com tota ciència experimental, un com en comptes d'un per què.
La química moderna es va desenvolupar a partir de l'alquímia, una pràctica protocientífica de caràcter filosòfic, que combinava elements de la química, la metal·lúrgia, la física, la medicina, la biologia, entre altres ciències i arts. Aquesta fase acaba quan comença l'anomenada Revolució de la química, basada en la llei de conservació de la matèria i la teoria de la combustió per oxigen postulades pel científic francès Antoine Lavoisier.

### Arribada a Catalunya
Durant els segles xviii i xix, quan la química va arribar al rang d'una veritable ciència i es va comprendre el que era realment l'àtom i es va desenvolupar el concepte de molècula, la química va deixar de ser una ciència empírica. Es van introduir mètodes quantitatius en les reaccions i es van descobrir lleis que regulaven el sentit i la velocitat d'aquestes. Durant el segle xviii, Catalunya va viure un procés d'industrialització que va fer veure la necessitat de crear escoles tècniques especialitzades, de les quals van sortir persones ben preparades que, juntament amb l'empenta i visió de diversos empresaris, van permetre el desenvolupament dels sectors industrials. A banda, es van assolir fites com el primer ferrocarril o la primera central elèctrica de la Península.
El 1758 es va crear la Junta de Comerç, una associació de comerciants que reprenia algunes de les funcions del Consolat del Mar, una societat que el decret de Nova Planta de Felip V havia deixat sense atribucions ni recursos. La Junta, però, no es va voler limitar a promoure el comerç, sinó que va considerar el procés d'industrialització com a clau per al desenvolupament del país.Cal constatar que això no era possible sense uns ensenyaments tècnics consistents. Com que Felip V també havia clausurat la Universitat de Barcelona i establert els estudis superiors a Cervera, des de la Junta es van crear diverses escoles especialitzades. La primera va ser la de Nàutica, i la van seguir la de Nobles Arts, les de Taquigrafia i de Química, el 1805. Unes iniciatives que van tenir continuació en l'Escola Industrial, fundada el 1850.
També l'Escola de Química va facilitar l'assimilació dels diversos avenços, tant pel que feia al sector industrial com pel que feia a la societat en general. Un dels principals responsables va ser el director de l'escola, Francesc Carbonell i Bravo, que no només va permetre traduir i divulgar els textos principals de la naixent química moderna, sinó que també va facilitar nous processos amb aplicacions directes. El 1826, un deixeble de Carbonell, Josep Roura, va utilitzar per primer cop a tot l'estat espanyol l'enllumenat de gas. Ho va fer per a les classes nocturnes de dibuix de la Llotja, que era seu de la junta. Però no només això, ja que la química també va tenir un paper cabdal en el desenvolupament de la indústria tèxtil, sobretot pel que fa als colorants i a altres substàncies. Sense oblidar l'aportació a la de sabons i la d'adobs minerals, entre d'altres.
Amb aquests nous coneixements es van desenvolupar tècniques per a sintetitzar substàncies noves que eren millors que les naturals, o que podien reemplaçar-les per complet amb gran estalvi. Així van començar a sintetitzar-se productes naturals d'una manera eficient i econòmica i a obtenir-se nous materials, cada vegada més complexos, que van fer possibles vells somnis de l'home. Es van crear nous plàstics i teixits, i també fàrmacs per a combatre tota classe de malalties.
Paral·lelament, i a causa dels desenvolupaments científics en altres ciències com la física, la biologia o la geologia, es van aconseguir altres espectaculars avanços científics i tecnològics; però aviat es va fer evident que cada ciència, a la seva manera, es basava en l'estudi de la matèria i els seus canvis. La química era la base de totes elles i així van aparèixer disciplines que feien de pont amb la química, aprofitant els seus avanços, com la bioquímica, la geoquímica i la fisicoquímica.
Per tant, la indústria química i el comerç de productes químics tenen una tradició arrelada a Catalunya, que ens trasllada a la revolució industrial i que es basa amb caràcter propi al segle xx, per atendre la demanda d'altres sectors en expansió com el tèxtil, el metal·lúrgic, la construcció i el comfort, i els que es relacionen amb les anomenades "ciències de la vida"; com l'agricultura, la nutrició, la higiene i la salut.

## Indústria
La indústria química compta amb una gran tradició a Catalunya i participa en qualsevol camp industrial i tecnològic, des de l'alimentació a l'electrònica, dels nous materials als combustibles, dels plàstics als fàrmacs. Aquest sector dona ocupació a un gran nombre de persones, constituint així un dels entorns més innovadors i productius que existeixen al teixit industrial català. Actualment, l'activitat química de les empreses productores radicades a Catalunya és de l'ordre del 48% del total d'Espanya i el 50% de l'activitat comercial del sector. Això vol dir que l'activitat química a Catalunya, expressada en termes de facturació, és superior a la d'alguns estats membres de la Unió Europea, tals com: Àustria, Finlàndia, Portugal, Dinamarca, Luxemburg, Grècia, Suècia i a la de cada un dels 10 nous països membres.
Aquesta important implantació química, unida a les competències que té transferides la Comunitat Autònoma de Catalunya, en materies tan importants com la de seguretat i el medi ambient, entre d'altres, justifiquen plenament l'existència de FedeQuim, la Federació Empresarial Catalana del Sector Químic, i també la de l'Associació Empresarial Química de Tarragona, per la concentració de grans instal·lacions productives de química bàsica establertes al seu polígon industrial.
A Catalunya, segons les últimes dades disponibles de 2010, la indústria química ocupava a més de 76.000 persones, el que representa, aproximadament, un 28% de la població ocupada d'aquest. El 2010 respecte al 2009, a Catalunya el treball en el sector es va reduir en un 2,7%. El polígon petroquímic de Tarragona ocupava el 2010 9.221 persones i generava més de 4.000 llocs de treball indirectes.

## Institucions
L'associació de químics de Catalunya és l'associació professional dels químics d'aquest territori. L'afiliació és voluntària i prové de l'Associació de Químics d'Espanya (ANQUE). Va ser fundada el 1945, però des del 17 de desembre de 1992, l'Associació de Químics de Catalunya té personalitat jurídica pròpia i segueix federada a la ANQUE.
L'Institut Català d'Investigació Química (ICIQ) és una fundació creada l'any 2000 pel Govern de Catalunya, però no va començar les seves activitats de recerca fins al 2004. Des de la seva creació, l'objectiu de l'ICIQ era esdevenir un centre d'excel·lència, una institució internacionalment reconeguda en el camp de la química anant més enllà de les fronteres del coneixement. L'institut a més té dos altres objectius: La transferència del coneixement i la tecnologia a les indústries de la química, farmàcia i energia i entrenar a una futura generació de científics oferint programes educacionals d'alta qualitat per als estudiants de màster i els científics de doctorat. Pretenen resoldre grans problemes socials i econòmics, duent a terme recerques en dos àrees principals: la catàlisi i les energies renovables.
La Societat Catalana de Química és una associació que aglutina els químics dels Països Catalans. És una societat oberta i dinàmica, les accions principals de la qual giren entorn d'activitats educatives i científiques relacionades amb la química. La SCQ és un punt de trobada de tots els químics dels Països Catalans que pretén potenciar el paper de la química en la societat en general.
El Centre Tecnològic de la Química (CTQ) destaca en millorar la competitivitat i la sostenibilitat de les empreses i entitats europees a través de tecnologies químiques.
Reconeixements: hi ha químics reconeguts a nivell internacional com ara l'Antonio M. Echavarren, de l'Institut Català d'Investigació Química. Molts d'ells són importants però no gaire reconeguts entre la població.
El grau de Química s'imparteix a gairebé totes les universitats catalanes, exceptuant aquelles dedicades a l'ensenyament de la branca de lletres.